# طوابع الإيرادات في هاواي

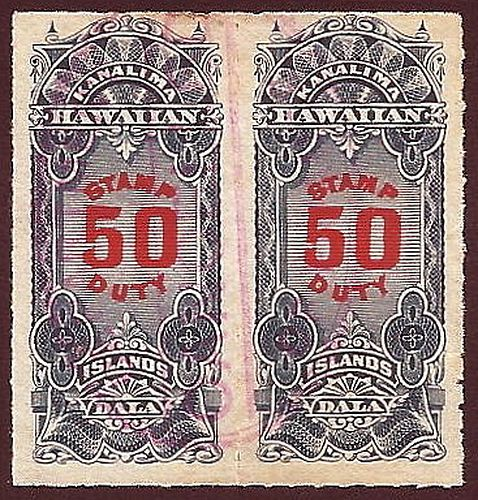
قيمة 50 دولار الصادرة في مارس 1879

أصدرت طوابع الإيرادات في هاواي لأول مرة في أواخر عام 1876 من قبل مملكة هاواي لدفع الضرائب وفقًا لقانون رسوم الطوابع لعام 1876 مع أن طوابع الإيرادات المنقوشة قدمت قبل عقود من الزمان في حوالي عام 1845. استخدمت الطوابع الصادرة في الفترة من 1876 إلى 1879 لمدة تزيد عن ثلاثة عقود وظلت قيد الاستخدام خلال الحكومة المؤقتة والجمهورية وبعد أن أصبحت هاواي إقليمًا تابعًا للولايات المتحدة. أجريت بعض التغييرات على مر السنين: من الروليت إلى المثقب وأضيفت بعض القيم والألوان والتصميمات والطبعات الجديدة. كانت بعض الطوابع البريدية صالحة للاستخدام المالي لفترة وجيزة في الفترة من 1886 إلى 1888 لدفع ضريبة على واردات الأفيون وأصدر طابع بتصميم جديد لسداد الرسوم الجمركية في عام 1897. كما أصدر طابع الخمور في عام 1905.
قدمت طوابع الإيرادات للولايات المتحدة في هاواي في عام 1900 ولكن الجزر استمرت في إصدار طوابعها الخاصة لمدة عقدين آخرين تقريبًا حتى ألغيت ضريبة الطوابع في عام 1917 ثم سحبت طوابع الإيرادات. منذ ذلك الحين تشمل الطوابع الوحيدة التي تصدر طابعًا ضريبيًا لوزارة الزراعة والغابات في ثلاثينيات القرن العشرين وطوابع فحص البيض وطوابع عداد ضريبة النقل في الستينيات وملصقات ضريبة السجائر التي استخدمت منذ عام 2001.

## المملكة
تم استخدام طوابع الإيرادات المنقوشة عديمة اللون أو الخضراء أو السوداء لأول مرة من قبل مملكة هاواي في حوالي عام 1845 وظلت أنواع مختلفة من الطوابع قيد الاستخدام حتى نهاية القرن التاسع عشر.
أصدرت وزارة المالية في مملكة هاواي أول مجموعة من طوابع الإيرادات في 22 ديسمبر 1876 وذلك عندما قدمت ضرائب جديدة على الصكوك والاتفاقيات وسندات الإنزال وغيرها من المستندات بعد قانون رسوم الطوابع لعام 1876. كما كانت الطوابع الأولى التي أصدرت بقيمة 25 سنتًا و50 سنتًا مع إضافة قيمة 1 دولار في حوالي مارس 1877 وقيم 5 دولارات و10 دولارات و50 دولار في حوالي مارس 1879. وكانت الطوابع تحمل تصميمات رقمية مع كتابة قيم الدولار على هيئة دالا. قاموا بالتعبير عن اسم الدولة باسم جزر هاواي وعولجت المسألة بشكل عشوائي. طبعت الطوابع شركة أميريكن بنك نوت كومبني في مدينة نيويورك ومن المحتمل أن يكون قد صممها مسجل الطوابع جو كارتر.
فرضت هاواي ضريبة قدرها دولار واحد على استيراد كل نصف رطل من الأفيون في عام 1886. استخدمت إيرادات عام 1877 بقيمة دولار واحد في البداية ولكن بعد نفاد المخزونات استخدم طابع بريدي بقيمة دولار واحد لعام 1883 يصور الملكة إيما لدفع الضريبة. ومن الممكن أيضًا استخدام أزواج من الطوابع بقيمة 50 سنتًا من نفس الإصدار (والتي تصور الملك لوناليلو) لهذا الغرض. هناك عدد من الإلغاءات المختلفة معروفة على طابع البريد بقيمة دولار واحد للدلالة على الاستخدام المالي: ثلاثة أنواع مختلفة بتصميمات الصليب المالطي باللون الأسود أو الأرجواني وواحد مع الأحرف الأولى جيه أم كيه (جون ماكيني كابينا - جامع عام للجمارك 1886-1887) باللون الأرجواني وآخر مع توقيع مكتوب بخط اليد لأرشيبالد سكوت كليجورن (جامع عام للجمارك 1887-1893) باللون الأرجواني. حُظر استيراد الأفيون في عام 1888 ولم تعد الطوابع البريدية تستخدم لهذا الغرض.
قاموا بالموافقة على فرض ضريبة على أوراق اللعب من قبل الملكة ليليوكالاني بموجب قانون صدر في 4 أغسطس 1892. وخطط لإصدار طابع بريدي بقيمة 25 سنتًا لهذا الغرض ولكن لم يُصدر أبدًا منذ إلغاء الضريبة من قبل الرئيس سانفورد ب. دول في 24 أبريل 1893.

## الحكومة المؤقتة
قبل أيام من الإطاحة بمملكة هاواي في 11 يناير 1893 وافقت الملكة ليليوكالاني على خفض الضريبة على شهادات الأسهم من 25 سنتًا لكل 100 دولار إلى 20 سنتًا. وأصبح المعدل الجديد ساري المفعول في الأول من أبريل 1893 في الوقت الذي كانت فيه هاواي تحت حكم الحكومة المؤقتة. طلبت طوابع جديدة بقيمة 20 سنتًا من مطبعة إتش إس كروكر آند كمبني في سان فرانسيسكو ولكن بسبب خطأ طبعت الطوابع بقيمة 25 سنتًا بدلاً من ذلك، بتصميم مشابه لإصدارات طابع ديوتي لعام 1876 ولكن بلون جديد. فقاموا بالتعرف على الخطأ على الفور وقدم طلب جديد للحصول على الطوابع المطلوبة بقيمة 20 سنتًا. أصدرت كل من الطوابع الصحيحة بقيمة 20 سنتًا والطوابع الخاطئة بقيمة 25 سنتًا في هاواي ومن المحتمل أن الطوابع بقيمة 25 سنتًا بيعت مقابل 20 سنتًا. كما توجد هذه الطوابع إما مثقبة أو غير مثقبة.

## الجمهورية

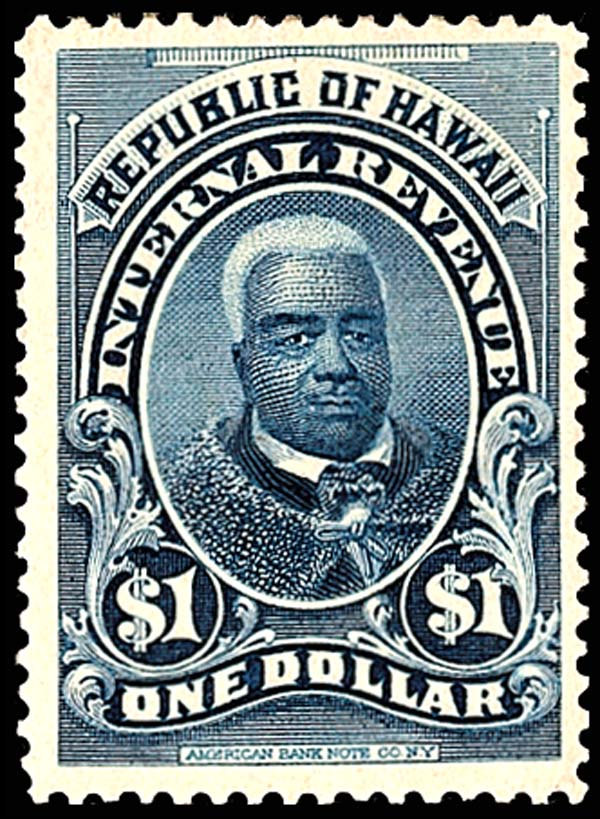
قيمة الدولار الواحد الصادرة في عام 1897 والتي تصور كاميهاميها الأول

خلال جمهورية هاواي ظلت الإصدارات السابقة قيد الاستخدام مع إعادة طباعة طابع بقيمة دولار واحد لعام 1876. أما في عام ١٨٩٧ فقد صدر طابع بريدي جديد بقيمة دولار واحد بتصميم جديد يُصوّر أول ملك لهاواي كاميهاميها الأول. وكُتب على هذا الطابع "جمهورية هاواي للإيرادات الداخلية" وأُصدر لدفع الرسوم الجمركية. لقد طبعتها شركة أمريكن بنك نوت كمبني.
بحلول أبريل 1898 بدأت مخزونات العملة الورقية من فئة الـ20 سنتًا المطبوعة في عام 1893 في النفاد لذا طبعت القيمة المطلوبة والنص "جمهورية هاواي" باللون الذهبي على المخزونات القديمة من العملة الورقية من فئة 25 سنتًا الخضراء الصادرة في عام 1876. ومن المعروف وجود عدد من الأخطاء مثل الطباعة المزدوجة أو المقلوبة.

## كأراضي للولايات المتحدة
أصبحت هاواي إقليمًا تابعًا للولايات المتحدة في عام 1898 وأسست الحكومة الإقليمية في عام 1900. كما أصبحت الضرائب التي تفرضها مصلحة الضرائب الداخلية الأمريكية مطبقة على الجزر وقدمت طوابع الإيرادات للولايات المتحدة. ومع ذلك لا تزال الحكومة الإقليمية قادرة على فرض الضرائب على بعض الوثائق وظلت طوابع الإيرادات في هاواي قيد الاستخدام.
كان أول طابع بريدي أصدره إقليم هاواي في عام 1900 هو طابع بريدي آخر بقيمة 20 سنتًا مطبوعًا على طابع بريدي قديم بقيمة 25 سنتًا صدر في عام 1876. وعلى عكس إصدار عام 1898 كان هذا الإصدار باللون الأسود ولم يحمل سوى القيمة الجديدة. كما يوجد خطأ في الرسوم الإضافية المقلوبة.
أصدر طابع بريدي بقيمة 50 دولار أيضًا في عام 1900 بنفس تصميم الإصدار الأول ولكن مع نقش "إقليم هاواي". ومثل الإصدار الأصلي طبعته شركة أميركن بنك نوت كمبني وقاموا بإضافة سلسة الثقوب الفاصلة. كما أصدر طابع معفى من الرسوم الجمركية بعد فترة من الوقت وكان مخرماً بدلاً من سلسلة الثقوب. ولا يُعرف الكثير عن هذا الطابع كما أن طابعته غير معروفة. وقد سجل استخدامه من عام 1910 إلى عام 1917.
أصدرت المجموعة النهائية من طوابع الإيرادات بين عامي 1909 و1913. وكان لهذا التصميم نفس التصميم مثل الإصدار الأول مع نقوش وألوان متطابقة لكنه كان مثقوبًا بدلاً من الروليت. لقد طبعتها شركة أميركن بنك نوت كمبني. أصدرت أربع فئات من العملات: فئة 5 دولارات و10 دولارات في عام 1909 وفئة 50 سنتًا ودولار واحد في عام 1913. كما توجد فئة الخمسة دولارات مع قلب المركز وهي أندر إيرادات هاواي.
سحبت الطوابع عندما ألغيت ضريبة الطوابع في عام 1917. حيث تشمل الطوابع المتبقية المتاحة في ذلك الوقت 25 سنتًا من عام 1876 و1 دولار من عام 1897 والطوابع الأربعة الصادرة في الفترة من 1909 إلى 1913.
أصدر مكتب أمين الخزانة في إقليم هاواي ختم لاصق للمشروبات الكحولية في عام 1905. ثبتت هذه العلامة على حاويات الخمور التي ستباع بموجب تراخيص الدرجة الخامسة وهي نادرة للغاية.
أصدرت وزارة الزراعة والغابات طابعاً غير مخصص للضرائب في ثلاثينيات القرن العشرين لدفع ثمن تصاريح الزراعة.

## كولاية أمريكية
يقال أنه أصدر شريط ملفوف عمودي لفحص البيض في عام 1964. وقدمت طوابع العدادات الوثائقية لضريبة النقل في عام 1967.
استخدمت ملصقات نقل الحرارة لدفع ضرائب السجائر منذ عام 2001.